# Úc Nam
Úc Nam (chữ Hán giản thể: 郁南县, Hán-Việt: Úc Nam huyện) là một huyện thuộc địa cấp thị Vân Phù, tỉnh Quảng Đông, Cộng hòa Nhân dân Trung Hoa. Huyện này có diện tích 1.966 km², dân số 480.000 người. Mã số bưu chính là 527100. Chính quyền huyện đóng ở trấn Đô Thành. Về mặt hành chính, huyện này được chia thành 15 trấn: Đô Thành, Đông Bá, Tống Quế, Liên Than, Hà Khẩu, Đại Loan, Kiến Thành, Thiên Quan, Thông Môn, Quế Vu, Bình Đài, Bảo Châu, Lịch Động, Đại Phương, Nam Giang Khẩu.